# Entalina platamodes
Entalina platamodes är en blötdjursart som först beskrevs av Watson 1879.  Entalina platamodes ingår i släktet Entalina och familjen Entalinidae. Inga underarter finns listade i Catalogue of Life.